# 皮娅·汉森
皮娅·汉森（瑞典語：Pia Hansen，1965年9月25日—），瑞典前女子射击运动员。她曾代表瑞典参加2000年夏季奥林匹克运动会射击比赛，获得女子双不定向飞靶金牌。